# 梅里馬克 (伊利諾伊州)
梅里馬克（英語：Merrimac）是位於美國伊利諾伊州門羅縣的一個非建制地區。該地的面積和人口皆未知。

## 地理
梅里馬克的座標為38°12′15″N 90°20′00″W / 38.20417°N 90.33333°W，而該地的平均海拔高度為123米（即404英尺）。